# Papyrus Prisse
Papyrus Prisse je staroegyptský text psaný na papyru zkratkovým hieratickým písmem (někdy označovaný jako „nejstarší kniha světa“), pojmenovaný po francouzském egyptologovi Émilu Prissovi d'Avennes, který papyrový svitek koupil v roce 1843 v Káhiře, podle jeho sdělení byl ukraden z jím prováděných vykopávek v okolí Théb. Prisse posléze papyrus věnoval „Bibliothèque nationale de France“.

## Genese
Prisse, který jako soukromý archeolog prováděl vykopávky v okolí Théb, měl dostatečné znalosti, aby v Káhiře v březnu 1843 rozpoznal cennost nabízeného svitku papyru s hieratickým textem. Papyrus zřejmě pocházel ze západních Théb, přesněji z nekropole Dra Abú el-Naga, kde Prisse prováděl vykopávky, během nichž byl papyrus údajně objeven, poté ukraden a opět v Káhiře prodán Prissovi. Prisse v roce 1847 vydal jeho faksimile.
Svitek papyru je dosud ve výborném stavu, je 7,05 m dlouhý 14,5 až 15 cm široký. Původně byl popsán jiným textem, který byl vypraný/vyčištěný (palimpsest). Poté byl přepsán textem Naučení pro Kagemniho ve dvou sloupcích řádků v celkové délce ~137 cm a Ptahhotepovým naučením, které vyplňuje zbytek papyru (podrobněji uvedeny níže). I když je první dochovaný sloupec papyru kompletní – možný začátek papyru, který bývá plný děr, byl předem odříznut, takže začátek Naučení pro Kagemniho není zaznamenán. Druhý text Ptahhotepovo naučení, (sloupce 4–19), zaujímá zbytek papyru. Zatímco text Naučení pro Kagemniho je unikátní, druhý text Ptahhotepovo naučení je znám v několika dalších kopiích, dvě v Britském muzeu, datované do Střední říše, a jedna v Egyptském muzeu, přičemž se v textu i formě zpracování poněkud liší od originálního Prisse.
I když jsou obě části personifikovány jmény a jsou doloženy i majiteli jejich dobře prozkoumanými mastabami Kagemniho, coby vezíra za Tetiho vlády v 6. dynastii, a podobně hrobka D62 vezíra Ptahhotepa v Sakkáře za vlády Džedkare Isesiho, u obou je jejich bezprostřední vztah k stejnojmennému textu papyru Prisse nedoložený. Existuje však shoda, že papyrus jako kopie byl sepsán nejspíše v období 11. až 12. dynastie, přičemž jeho původní texty pocházejí již ze Staré říše.

## Naučení pro Kagemniho
První překlad pořídil Emmanuel de Rougé (1811–1872) a po zveřejnění faksimile v roce 1847 další upřesnění hieratického textu zpracoval François Chabas (1817–1882) roku 1858 a rovněž významný příspěvek publikoval Alan H. Gardiner (1879–1963). Jeden z posledních překladů publikovala Miriam Lichtheim (1914–2004).
Vezír předává Kagemnimu a jeho bratrům tato ponaučení:

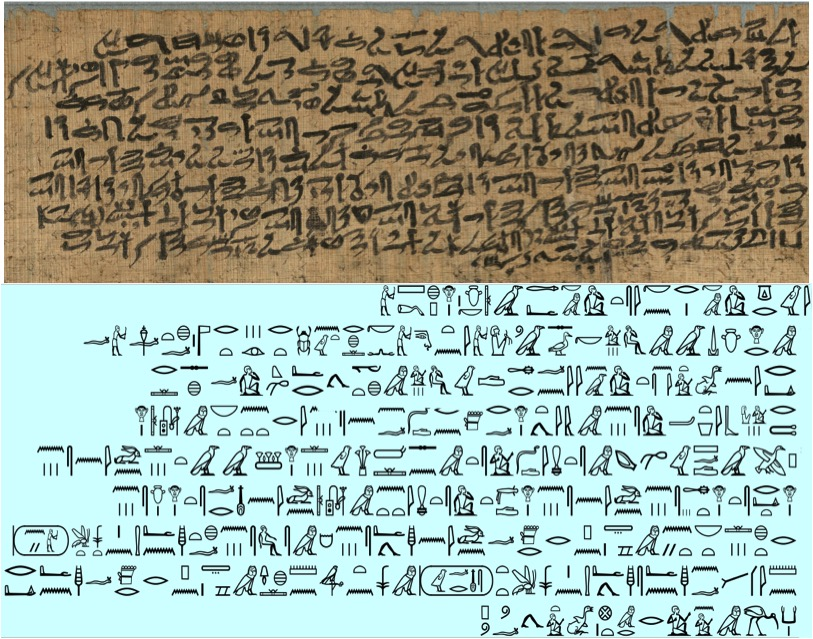
Papyrus Prisse, II.sloupec – Naučení pro Kagemniho s hieroglyfickým přepisem

1 Opatrný vzkvétá, přesný je chválen; nejvnitřnější komnata se otevírá muži ticha. Široký je sídlem muže jemné řeči; ale nože jsou připraveny proti tomu, kdo si vynucuje cestu, aby nepostupoval, leda v pravý čas.
2 Sedíš-li ve společnosti lidí, netoužíš po chlebu, který máš rád, krátká je doba omezování srdce a obžerství je ohavnost; v tom je kvalita šelmy. Šálek vody uhasí žízeň a sousto melounu podpoří srdce. Dobrá věc znamená dobro, ale nějaká maličkost znamená hojnost. Podlý člověk je ten, kdo se řídí svým břichem, odchází teprve tehdy, když už není schopen naplnit své břicho v mužských domech. 
3. Sedíš-li se žroutem, jez s ním, pak odejdi. Piješ-li s opilcem, přijmi ho a to nasytí se srdce jeho. Neodmítejte maso, když jste s chamtivým mužem. Vezmi si to, co ti dává, nepokládejte to na jednu stranu, myslet si, že to bude zdvořilé. 
4 Pokud člověku chybí dobré společenství, žádná řeč na něj nemá vliv. Má kyselou tvář k veselým, kteří jsou k němu laskaví; je zármutkem pro svou matku a své přátele. A všichni lidé volali: „Buď známé tvé jméno, mlčíš v ústech svých, když jsi oslovován!“
5 Nebuď pyšný pro svou sílu uprostřed svých mladých vojáků. Dejte si pozor na hádky, protože člověk neví, co Bůh udělá, když bude trestat. Vezír nechal přivolat své syny a dcery, když dokončil pravidla chování mužů. A divili se, když k němu přišli. Potom jim řekl: „Poslouchejte všechno, co je napsáno v této knize, stejně jako já jsem řekl a přidal k vznešeným výrokům“. A oni uložili se na břicho a četli to, i když to bylo napsané. A podle jejich názoru to bylo lepší než jakákoliv věc v této zemi až do jejích hranic.
Nyní když, když Jeho Veličenstvo, král Horního a Dolního Egypta, Hunej, odešel, a Jeho Veličenstvo, král Horního a Dolního Egypta, Snofrue, byl intronizován jako milostivý král nad celou touto zemí.
Poté byl Kagemni ustanoven guvernérem svého města a vezírem  .

## Ptahhotepovo naučení
Druhá část textu papyru Prisse s Ptahhotepovým naučením je literární odkaz pocházející ze Staré říše z konce 5. dynastie, tedy ~2365 př. n. l. za vlády faraona Džedkare. Rozvoj státu ve  4. a 5. dynastii, zejména s rozsáhlými stavebními projekty v Gíze a na Sakkáře vedl k vzestupu bohaté vrstvy administrátorů a v nejvyšším postavení vezírů, jejich rozsáhlých rodových vztahů a vytváření společensky sociálních pravidel jejich života. Do tohoto rámce zapadají i naučení tak, jak jsou sepsána v kopii papyru Prisse. Přepis hieratického textu a  v překladu, nejčastěji odkazovanému se uvádí Zbyněk Žába, další překlad je v práci Miriam Lichtheim. Cizojazyčné texty upravil a česky publikoval Břetislav Vachala. Souhrnně, třicet sedm naučení nepředstavují nějaký  komplexní morální kodex, ani nejsou v jakémkoli logickém řazení. Nicméně se dotýkají nejdůležitějších aspektů lidského chování, zaměřují se na jeho základní ctnosti. Hlavními ctnostmi jsou sebeovládání, umírněnosti, laskavost, štědrost, spravedlnost a pravdomluvnost, které se řídí uvážením. Tyto ctnosti mají být vykonávány stejně, jako všichni lidé. Nejsou zmíněny žádné materiální ctnosti. Ideální muž je muž míru. Jejich mytologický význam se shoduje s dobovým chápáním všeobecného řádu Maat.

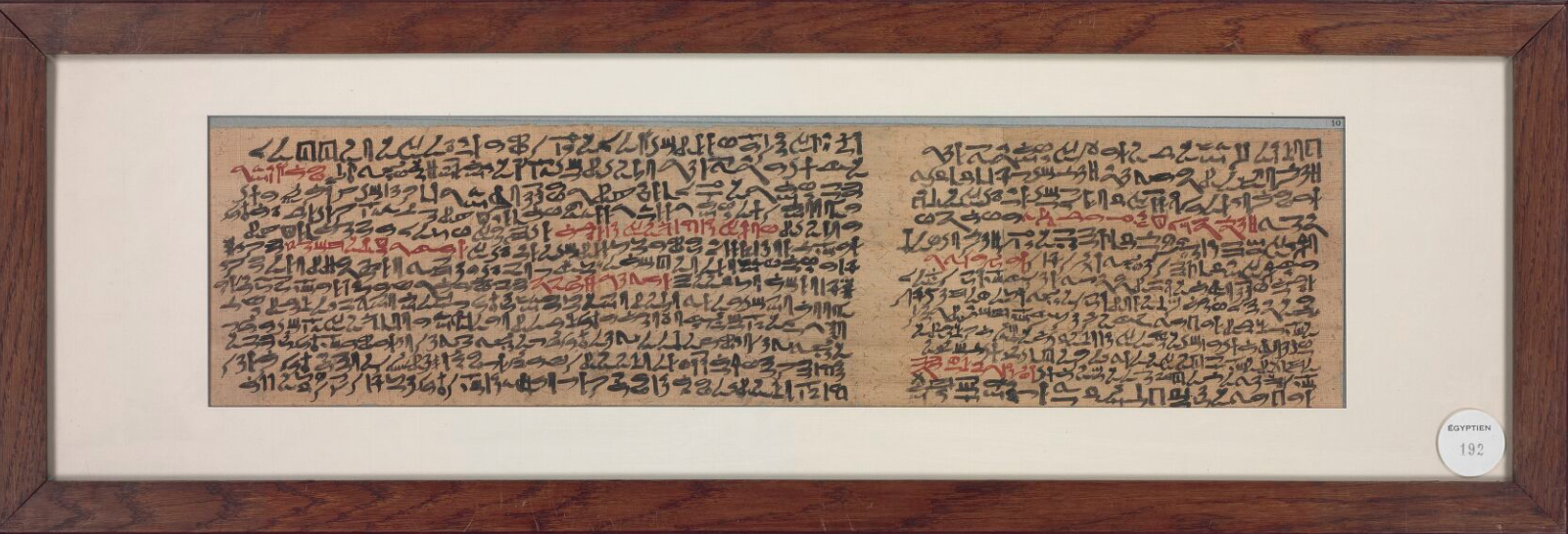
Naučení 32–37, epilog – variace na ctnosti naslouchání: "jednat může jen ten kdo umí naslouchat"

Ptahhotepovo naučení (výňatek 23.–25.)
23.
Neopakuj pomluvy a neposlouchej je, protože je to jen žvanění chraptivého člověka. Opakujte pouze to, co je vidět, ne to, co je slyšet, Nebo na to zapomeň a neříkej vůbec nic. Neboť ten, kdo tě poslouchá, dokáže rozeznat, co je důvěryhodné. Když je zdanění nařízeno a je provedeno, vzniká proti výběrčímu daní stejná zášť jako proti samotnému výnosu. Pomluva je jako sen, před kterým si člověk zakrývá tvář. Zřekni se ji.

24.
Jestliže jsi vynikajícím mužem, který zasedá v poradní síni svého pána, hlídej svá ústa a ovládej se.
Mlč, je to užitečnější než jen tlachat, mluv jen tehdy, když jsi naprosto jist.
V poradní síni má mluvit jen opravdový mistr. Řeč je obtížnější než jakákoliv práce, řešení má navrhnout jen ten, kdo otázku skutečně vyřešil. Neobtěžuj velmože, když je zaměstnán, nerozněcuj hněv člověka zatíženého (úkoly), neruš ho, aby jeho duše měla klid, pak také bude vlídný k tomu, kdo se na něj obrací, ale  po hněvu  se jeho tvář k tobě přikloní, zatím co nevlídnost stihne odpůrce. Vlastní duše je to, co vyvolá oblibu.

25
Jestliže máš moc, získej si vážnost věděním a klidným projevem. Rozkazy dávej jen tehdy, když to vyžaduje situace; unáhlený člověk snadno upadne do neštěstí. Nepovyšuj se, abys nebyl ponížen, nebuď zaražený, abys za to nebyl kárán. Když máš odpovídat rozvášněnému člověku, raději se otoč a ovládni se.
Vzplanutí rozvášněného muž jen roste, avšak když přijde člověk přívětivý  má před sebou volnou cestu. Tomu, kdo je po celý den mrzutý, nikdo mu nepřipraví šťastný okamžik, zatímco tomu, kdo je rozverný, pak není schopen udržet ani pořádek ve svém domě.

## Epilog
Papyrus Prisse ve své skladbě je obrazem sociálně kulturních vztahů ve vyšší vrstvě egyptské společnosti ve vrcholném období Staré říše a pak také v uvažované době vzniku kopie v 11. až 12. dynastie, kdy po Prvním přechodném období došlo k opětnému sjednocení říše (~ 2216–1950 př. n. l.). Nově  nastolená dynastie usilovala o svoji legitimitu s odkazem na dědictví slavných předků, kde se objevují podobné prvky naučení jako u zde popisovaného papyru Prisse a jak dokládá Vachala, mnohé opisy z Nové říše byly nalezeny v Dér el-Medíně v místní písařské škole. Naučení v papyru Prisse jsou natolik věcná a shrnující sociální etiku, že jim lze připsat historickou platnost až do současné doby.

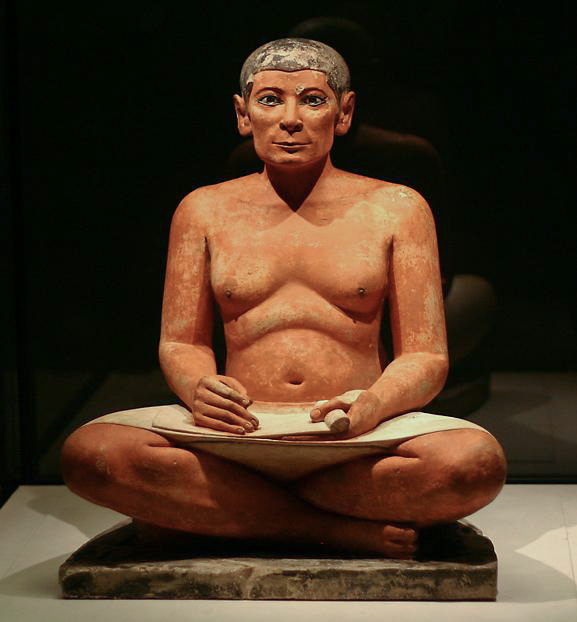
Sedící písař, Sakkára 4.–5. dynastie, Muzeum Louvre